# گوتفرید تراچل
گوتفرید تراچل (انگلیسی: Gottfried Trachsel; ۵ اکتبر ۱۹۰۷ – june ۱۹۷۴ (۶۶−۶۷ سال)) ورزشکار اهل سوئیس بود.
وی در مسابقات کشوری و بین‌المللی در مجموع برندهٔ ۱ مدال نقره، ۱ مدال برنز شده‌است.